# Royal Regiment of Fusiliers

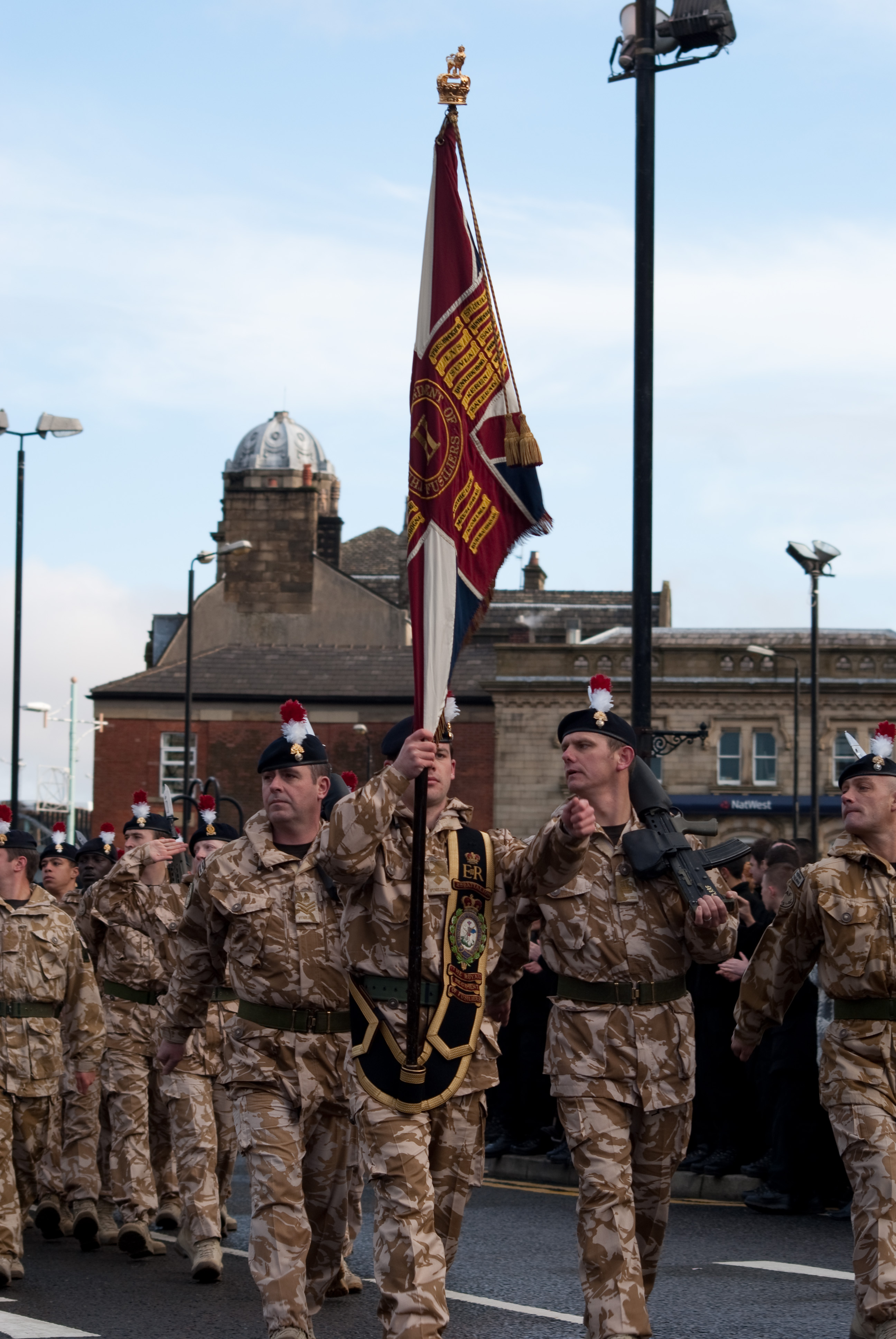
Défilé de fusiliers du Royal Regiment of Fusiliers à Rochdale.

Le Royal Regiment of Fusiliers (en français : régiment royal de fusiliers) est un régiment d'infanterie de l'armée de terre britannique. Il fut formé en 1968 par l'union de tous les régiments de la Fusilier Brigade.